# Musica ricercata
Musica ricercata és un conjunt d'onze peces per a piano del compositor György Ligeti. La composició de l'obra va dur-se a terme entre els anys 1951 i 1953, poc després que el compositor comencés la tasca de docent a la Academy of Music de Budapest. L'obra es va estrenar el 18 de novembre de 1969 a Sundsvall, Suècia. El títol de l'obra pot interpretar-se de diverses maneres: el terme ricercata (o ricercar) denomina un cert estil contrapuntístic, que es pot trobar a l'últim moviment de l'obra. Però el títol també es pot interpretar de manera literal, com a "música indagada" o "música buscada". L'obra encapsula l'essència de la cerca i elaboració d'un estil propi ex nihilo per part de Ligeti. És per això que l'obra presagia algunes de les sendes compositives més radicals que va prendre el compositor en anys posteriors.
A petició del Jeney Quintet, es van arranjar sis dels moviments de l'obra (en ordre: III, V, VII, VIII, IX, X) per a quintet de vent sota el nom de "Sis Bagatel·les per a Quintet de Vent" (1953).
Vuit moviments (I, III, IV, VII, VIII, IX, X, XI) van ser transcrits per a bayan, de la mà de l'acordionista parisenc Max Bonnay.

## Estructura global
Un dels elements estructurals més importants de Musica ricercata és el confinament a conjunts d'altures tonals concrets a cada moviment. Així, cada moviment subsegüent incorpora un nou conjunt, com es mostra a la següent figura:
| Moviment | Tons                                                  |
| -------- | ----------------------------------------------------- |
| I        | La, Re                                                |
| II       | Mi♯, Fa♯, Sol                                         |
| III      | Do, Mi, Mi♭, Sol                                      |
| IV       | La, Si♭, Fa♯, Sol, Sol♯                               |
| V        | La♭, Si, Do♯, Re, Fa, Sol                             |
| VI       | La, Si, Do♯, Re, Mi, Fa♯, Sol                         |
| VII      | La♭, La, Si♭, Do, Re, Mi♭, Fa, Sol                    |
| VIII     | La, Si, Do, Do♯, Re, Mi, Fa♯, Sol, Sol♯               |
| IX       | La, La♯, Si, Do, Do♯, Re, Re♯, Fa, Fa♯, Sol♯          |
| X        | La, La♯, Si, Do♯, Re, Re♯, Mi, Fa, Sol♭, Sol, Sol♯    |
| XI       | La, La♯, Si, Do, Do♯, Re, Re♯, Mi, Fa, Fa♯, Sol, Sol♯ |

## Moviments
A continuació es descriu breument cada moviment de Musica ricercata (amb alguns apunts d'anàlisi musical).

### I. Sostenuto – Misurato – Prestissimo
Aquest moviment utilitzar la classe tonal "La" de manera gairebé exclusiva (la nota "Re" apareix al final, com a introducció i pont cap als següents moviments). Ligeti desenvolupa el moviment a partir d'aquesta única classe tonal a força d'explotar les dimensions rítmica i tímbrica (és un exemple de contrapunt tímbric). Un inici eixordador deixa pas a un crescendo gradual i un accellerando que consisteix en una polirítmia estratificada en diversos registres. La coda, un accellerando mètric, obre el rang d'octaves de "La" abans que aparegui la nota "Re" al final de tot del moviment. Es reforça la relació entre "La" i "Re" tot deixant ressonar els subharmònics i els harmònics de "Re", amb "La" entre ells (un resultat que es pot observar a la sèrie harmònica).

### II. Mesto, rigido e cerimoniale
Tant el material musical com el caràcter d'aquest moviment difereixen totalment dels del primer. El tema principal és una alternança entre Mi♯ i Fa♯ (un sol semitò) que recorda a l'estil de cant gregorià. Aquest tema s'escolta tant en una sola octava com duplicat de manera discreta (una corda) en les dues octaves extremes del piano. L'entrada de "Sol" cap a la meitat del moviment és particularment crua, ja que s'ataca amb tutta la forza i inicia un accellerando semblant al del primer moviment. La nota "Sol" continua sonant en un trèmolo sense mètrica sobre el tema inicial que pren un caràcter greu i pesat. El so es dissol gradualment, amb els dos elements esvaint-se fins que s'arriba al silenci que tanca el moviment.
Porcions d'aquest moviment apareixen a la banda sonora de Eyes Wide Shut de Stanley Kubrick.

### III. Allegro con spirito
El caràcter decidit d'aquest moviment, amb un aire de blues, contrasta altre cop amb els moviments que l'han precedit. La juxtaposició juganera de les tonalitats de "Do" major i "Do" menor és la base del desenvolupament del tema principal. Les dinàmiques i el registre també presenten variacions brusques que ajuden a emfatitzar el caràcter caricaturesc del moviment. La peça acaba amb l'atac suau d'un "Do" greu després d'un segment on s'alternen les notes "Mi" i "Mi♭". Aquest final, en lloc de resoldre la dicotomia entre les dues tonalitats, la fa encara més aparent i evita resoldre-la.
Aquest moviment és una revisió del primer moviment de la Sonatina per a piano a quatre mans del mateix compositor.

### IV. Tempo di valse (poco vivace – «à l'orgue de Barbarie»)
El quart també és un moviment lleuger, en forma de vals malgirbat on la tercera pulsació s'interromp a vegades amb un compàs de 2/4. Per complicar encara més la qüestió rítmica, la notació de Ligeti indica que "El valor de metrònom es refereix al tempo màxim. L'obra es podrà interpretar lliurement - a part de poder-la tocar més lenta - amb rubatos, ritenutos, accelerandos, imitant els canvis de tempo d'un orguenet ("l'orgue de Barbarie")." Seguint amb aquesta idea, Ligeti afegeix explícitament pauses abruptes, canvis de dinàmica, ritardandos i accelerandos durant el transcurs de tot el moviment.
L'estructura de la peça segueix l'estructura estàndard dels valsos: molt propera a AABA. El tema A consisteix en una escala descendent que es repeteix fins a arribar a un canvi de direcció final. La secció B és més sonora, amb més rang de dinàmiques i de registre, i incorpora la utilització d'acords entre la melodia (recurs que no havia aparegut a la secció A). El ritme ternari del vals es manté a la mà esquerra durant gairebé tot el moviment. Com en els moviments anteriors, Ligeti introdueix un nou to ("Sol♯") cap a la meitat de l'obra enmig d'un fortissimo que comprèn tres octaves. Això fa que la primera aparició d'aquesta nota sigui evident però acaba desapareixent, absorbida per la melodia del vals.

### V. Rubato. Lamentoso
El cinquè moviment torna a la serietat que presenta el segon, en contrast amb els dos precedents. El tema principal torna a basar-se en l'interval de semitò, però aquesta vegada la major disponibilitat de tons permet complementar-lo amb dos tricords relacionats per un tríton. El tríton pren un paper molt important en aquest moviment: l'introdueix la mà esquerra com a part del tema secundari i acaba sent la base de les harmonies paral·leles com a acompanyament al tema secundari i més endavant en la reaparició del tema principal (compàs 22). En compassos posteriors, Ligeti introdueix un so similar al d'una campana utilitzant les notes "Sol" i "La♭" que continua interrompent els fragments dels temes principal i secundari, que es van esvaint a mesura que s'apropa el final del moviment. El moviment conclou amb un crescendo d'aquest mateix so de campana en la nota "Sol" a octaves baixes, que arriba al triple forte.

### VI. Allegro molto capriccioso
Un nou canvi de caràcter inicia el sisè moviment, a força de canvis de dinàmica, registre, articulació i material musical, ràpids i inesperats. Una primera escala descendent de "Mi" a "La" (que estableix la sensació de tonalitat de "La" major) defineix el material melòdic inicial. Una escala ascendent de "La" a "Mi" apareix posteriorment a la mà esquerra. Ambdós motius acaben combinant-se i donen pas a jocs melòdics de caràcter naïf. El moviment acaba amb un "Mi" inesperat (procedent d'un poliacord "Fa♯" menor / "Si" menor), que deixa l'oient mancat de resolució.

### VII. Cantabile, molto legato
Probablement el moviment més intrigant i singular de la col·lecció. Comença amb un ostinato de set notes a la mà esquerra, amb la indicació d’interpretar-se de manera independent de la mà dreta, en termes rítmics i dinàmics.
La mà dreta canta una melodia de caràcter popular, que apareix sola un primer cop i posteriorment es pot escoltar acompanyada de diverses transformacions d’ella mateixa en una espècie de cànon. Aquesta juxtaposició de línies melòdiques produeix un contrapunt vitalista, amb riquesa harmònica i sensació de llibertat rítmica. En un cert punt, ambdues mans es desplacen una octava més amunt, tot alleugerint la textura musical. La peça conclou quan la mà dreta pren el relleu de l’ostinato en una octava encara més alta; les notes de l’ostinato van perdent-se progressivament fins a deixar un trino entre “Fa” i “Sol” que desapareix també progressivament.
Aquest moviment està clarament basat en el segon moviment, “Andante”, de la Sonatina per a Piano a quatre mans del mateix compositor. També apareix al segon moviment del seu Concert per a Violí (1992).

### VIII. Vivace. Energico
El silenci que ha deixat el moviment anterior es trenca sobtadament amb una dissonància estrident formada per “Re” i “Mi” en diferents octaves. El tema principal, una dansa vitalista en 7/8, apareix inicialment en octaves. La melodia comença acompanyada per “Mi”s immediatament superiors que segueixen el mateix patró rítmic. Després de repetir aquesta melodia transformada, la mà esquerra la segueix tocant com a acompanyament a una nova versió del tema principal, més lleugera, juganera i amb diferències rítmiques. Seguidament, el tema es torna a escoltar a dues mans, s’escolta una reminiscència de la melodia lleugera i la peça conclou amb el tema a les dues mans amb caràcter decidit.
Tot i que el moviment està definit per un patró rítmic, Ligeti suprimeix pulsacions en alguns compassos per tornar a sincronitzar les línies rítmiques de les dues mans quan la mà esquerra ha començat el patró amb un cert desplaçament respecte de la dreta. L’ús reiterat de quintes buides (que recorden al fregament de les cordes a l’aire en instruments de corda com el violoncel) reforça el caràcter folklòric de la peça. De fet, molts dels ritmes trencats i desplaçaments rítmics poden estar referint-se a les errades d’interpretació de certs músics de folklore.

### IX. (Béla Bartók in Memoriam) Adagio. Mesto – Allegro maestoso
Un altre moviment “serè”, que comença amb “Do♯” en registre greu, indicat amb la sonoritat “semblant a campanes greus”. Des de les profunditats, sorgeix una melodia a base de terceres menors amb una rítmica basada en l’alternança de semicorxera i corxera amb punt (recorda lleugerament al “Verbunkos" de la suite Contrasts de Bartók). Tant aquests motius melòdics com els rítmics apareixen durant tot el moviment. Després de l’inici endolat apareixen les terceres menors repetides de manera estrident i sobtada, mentre la mà esquerra retorna al tema principal amb la indicació “com en pànic”. Després d’aquestes exploracions agitades del tema, apareix una textura lleugera que es manté amb la progressió de trèmolos que acompanyen una altra melodia basada en terceres menors. Al final de la peça, les campanes greus en “Do♯” segueixen repicant inexorables.

### X. Vivace. Capriccioso
Es tracta del moviment més virtuós de la Musica ricercata. L’aparença d’una dissonància lliure es pot desxifrar en l’ús de la bitonalitat entre “Re” i “Do♯”, de la qual surten la majoria de motius en conflicte. La peça comença amb una melodia cromàtica al registre greu (que alterna compassos de 2/4 i 3/8). Apareix ràpidament una melodia arpegiada al registre agut com a tema secundari. Després d’una nova aparició potent del tema principal, Ligeti transita a una nova secció indicada com a “capriccioso e burlesco”, que utilitza de manera efectiva les dues idees inicials, tot alternant la melodia arpegiada amb l’acompanyament cromàtic. Les dissonàncies de segona menor es fan cada cop més presents (provinents del xoc entre els dos centres tonals) a través de variacions dels temes anteriors i d’un tercer tema en forma d’escala descendent i ascendent. Proliferen els clústers en arribar a la secció indicada com a “insistent, obstinat” i fins a la culminació en un clúster que utilitza tots els tons excepte “Do”. Aquest clúster es repeteix insistentment “com un boig” fins al punt culminant de la peça. Un silenci deixa espai per a la represa del tema arpegiat que acaba en la nota inicial del moviment, un “Re” al registre greu.
A la primera interpretació de les Sis Bagatel·les per a Quintet de Vent, l’últim moviment (arranjament de Musica ricercata X) es va descartar per ser massa “perillós” degut a les dissonàncies i els cromatismes.

### XI. (Omaggio a Girolamo Frescobaldi) Andante misurato e tranquillo
El compositor barroc Girolamo Frescobaldi és considerat una de les figures més importants en el camp del ricercare, un recurs d’imitació contrapuntística precursor de la fuga. Aquest últim moviment està estructurat de manera lliure com un ricercare o una fuga. Es va publicar en una versió per a orgue sota el títol "Ricercare per organo - Omaggio a Girolamo Frescobaldi" (1953).
El subjecte d’aquest contrapunt és una sèrie de dotze tons. Les entrades successives del tema s’inicien en la seva transposició de quinta, com en una fuga convencional, però van seguides sempre per la versió original. El contrasubjecte, una escala cromàtica completa, sovint pren el relleu de l’última nota del subjecte i comença en el semitò inferior. Ligeti no es restringeix en gaires normes de la fuga tradicional, però sí que aconsegueix que moltes de les entrades del tema vagin acompanyades de moviment paral·lel en altres veus. Els valors rítmics van disminuint gradualment en successives entrades del subjecte, provocant una certa dicotomia entre valors curts i valors més aguantats a la meitat de la peça. Després d’una secció amb strettos que estén el registre cap als extrems del piano, el subjecte esdevé fragmentat i irregular a nivell rítmic. Aquest procés acaba culminant en un alineament de les melodies a la nota final “La”, la nota inicial de tota la Musica ricercata.